# ムアンスコータイ郡
座標: 北緯17度0分30秒 東経99度49分24秒 / 北緯17.00833度 東経99.82333度
ムアンスコータイ郡（ムアンスコータイぐん）は、タイの北部にある郡（アンプー）。スコータイ県の県庁所在地（ムアン）でもある。大きく旧市街と新市街に分かれており、新市街から西に12kmほどの地点に旧市街があり、ユネスコの世界遺産（文化遺産）に登録されたスコータイ歴史公園がある。

## 名称
県名の後ろに thai が付いているが、国名のタイとは関係ない。県名はサンスクリット語の sukha udaya（タイ語: สุขา อุทัย）が融合して、タイ語風に訛ったもので、「幸福 (sukha) の夜明け」（幸福の誕生）を意味する。

## 歴史

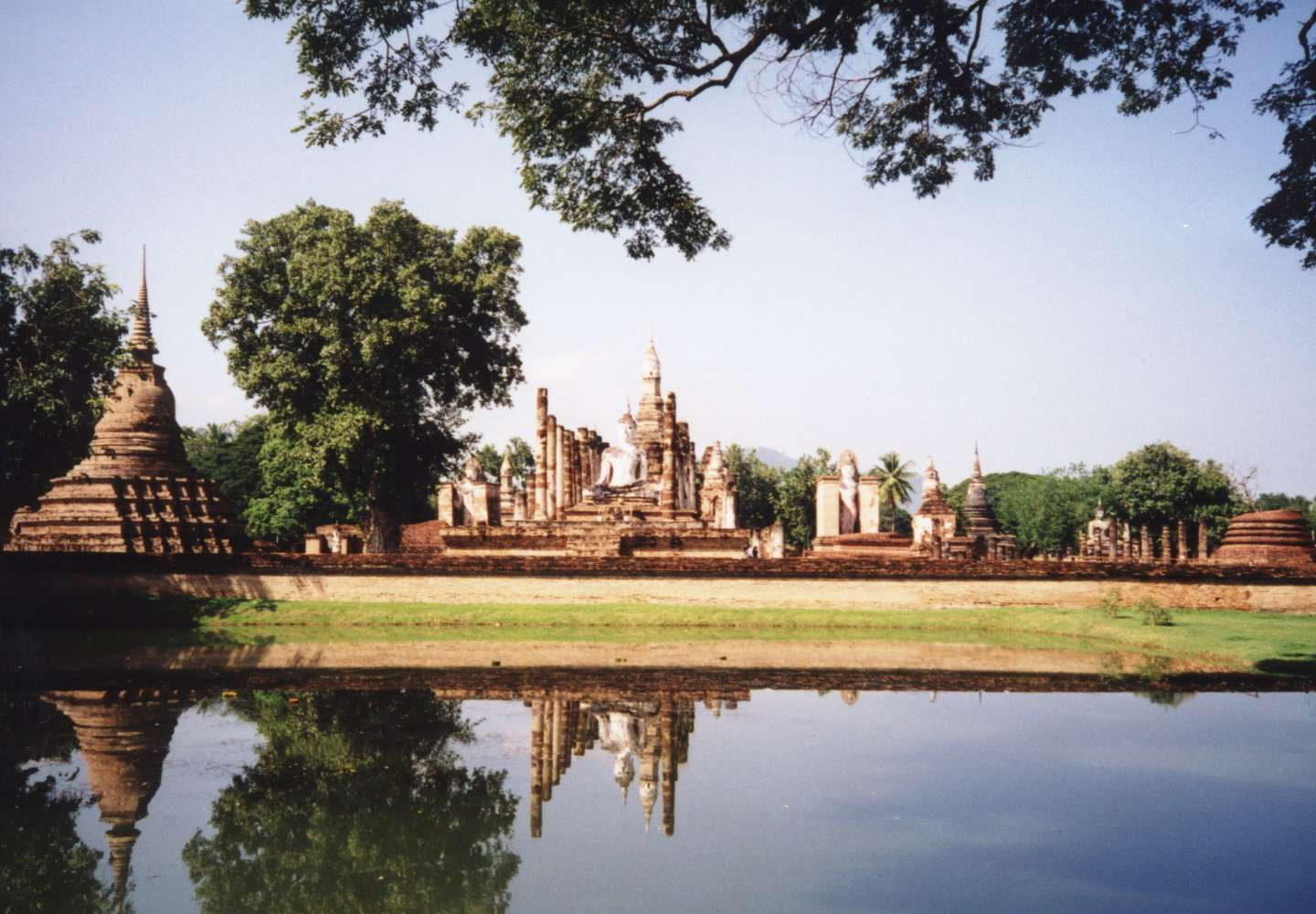
スコータイ歴史公園の遺跡風景（ワット・マハータート）

歴史は古く、5世紀頃にはプラヤー・パーリーラーチャーが国を建てたとするタイの北方の文献が存在するが、実証を得ない。プラ・ルワン伝説によれば、11世紀頃には国が建っていたとするが、あくまで伝説でありこれも実証を得ない。いずれにせよ、この地は当時より交易の要所であり、ずっと西進すればベンガル湾にまで到達できた上、スリランカや南インドの港市とも交流があったと推測される。13世紀にスコータイ王朝がシーインタラーティット王によって建てられる頃には、既にクメール王朝下で旧市街は都市として機能したと考えられており、その後、スコータイ王朝はアユタヤ王朝によって吸収され消滅するが、アユタヤ王朝下でも地方中核都市として機能していた。1767年ビルマ軍の侵略によって、旧市街は壊滅寸前にまでおちいったが、トンブリー王朝を経てチャクリー王朝が成立すると、チャクリー王朝初代の王ラーマ1世がヨム川沿いに市街地を移し、新市街を形成した。瓦礫と化した旧市街から、遺跡の煉瓦が首都建設のため持ち去られた。
1896年、現在のムアンスコータイ郡にあたるスコータイ郡が成立。1932年にはスコータイが、県はサワンカローク県（すでに廃止、現在はスコータイ県）に編入され、市街地はスコータイターニーと名を変えた。その後、1949年にスコータイは再編成され、ムアンスコータイ郡は県庁所在地になりスコータイ県が成立した。

## 地理
市内の重要な水源としてヨム川があり、稲作に適した地形である。

## 経済
市内のほとんどの産業は農業である。
交通は、南北に国道101号線が通っており、北はウッタラディット、プレー方面に通じ、南はカムペーンペット方面に通じている。国道12号線は東西に通っており、東はピッサヌローク方面に、西はターク方面に通じている。

## 行政区分
市内は10のタムボンに分かれ、その下位に97の村（ムーバーン）がある。郡内には3つの自治体（テーサバーン）があり以下のようになっている。
- テーサバーンムアン・スコータイターニー …… タムボン・ターニー全体
- テーサバーンタムボン・バーンスワン …… タムボン・バーンスワン
- テーサバーンタムボン・ムアンカオ …… タムボン・ムアンカオ

また、スコータイ市内には9つのタムボン行政体が置かれている。以下は市内のタムボンの一覧である。
1. タムボン・ターニー（タイ語: ตำบลธานี）
2. タムボン・バーンスワン（タイ語: ตำบลบ้านสวน）
3. タムボン・ムアンカオ（タイ語: ตำบลเมืองเก่า）
4. タムボン・パーククウェー（タイ語: ตำบลปากแคว）
5. タムボン・ヤーンサーイ（タイ語: ตำบลยางซ้าย）
6. タムボン・バーンクルワイ（タイ語: ตำบลบ้านกล้วย）
7. タムボン・バーンルム（タイ語: ตำบลบ้านหลุม）
8. タムボン・ターンティア（タイ語: ตำบลตาลเตี้ย）
9. タムボン・パークプラ（タイ語: ตำบลปากพระ）
10. タムボン・ワントーンデーン（タイ語: ตำบลวังทองแดง）

## スコータイを舞台とした作品
- 映画『東京-ソウル-バンコック 実録麻薬地帯』 - 千葉真一主演。

## その他のスコータイ
- スコータイ県
- スコータイ歴史公園
- スコータイの歴史上の町と関連の歴史上の町
- スコータイタンマティベート親王
- スコータイ宮殿
- スコータイ王家
- スコータイ通り
- スコータイタンマティラート大学
- スコータイ士官学校